# Ті-Мобайл-арена
Ті-Мобіл Арена (англ. T-Mobile Arena) — крита багатофункціональна арена розташована на Лас-Вегас-Стріп у Парадайзі, штат Невада, США. Арена призначена для проведення спортивних, культурних та інших заходів.
На початку 2016 року, телекомунікаційна компанія T-Mobile придбала права на назву арени у Лас-Вегасі, строком на 10 років та загальною вартістю $60 млн. Офіційне відкриття арени відбулося 6 квітня 2016 року. З 2017 року, хокейна команда з Лас-Вегаса «Вегас Голден Найтс» проводить на арені свої домашні матчі в Національній хокейній лізі (NHL) дебютувавши в сезоні 2017-2018.